# Dodeskaden
Dodeskaden (japonsko どですかでん) je japonski dramski film iz leta 1970, ki ga je režiral Akira Kurosava in zanj napisal scenarij skupaj s Hideom Ogunijem in Šinobom Hašimotom ter temelji na istoimenski knjigi Šugora Jamamota. To je Kurosavin prvi barvni film in je omnibus prepletajočih vinjet o več likih, ki živijo v nelegalnem naselju na primestnem smetišču. V glavnih vlogah nastopajo Jošitaka Zuši, Kin Sugai in Tošijuki Tonomura.
Film je bil premierno prikazan 31. oktobra 1970 v japonskih kinematografih ter se je izkazal za finančno neuspešnega in naletel tudi na slabe ocene kritikov. Zaradi tega je Kurosava zapadel v globoko depresijo in leta 1971 celo poskušal narediti samomor. V tujini je bil film boljše sprejet in bil na 44. podelitvi nominiran za oskarja za najboljši tujejezični film. V anketi revije Britanskega filmskega inštituta Sight & Sound za najboljši film vseh časov je prejel dva glasova.

## Vloge
- Jošitaka Zuši kot Roku-čan
- Kin Sugai kot Okuni
- Tošijuki Tonomura kot Taro Savagami
- Šinsuke Minami kot Rjotaro Savagami
- Juko Kusunoki kot Misao Savagami
- Jžunzaburo Ban kot Jukiči Šima
- Kijoko Tange kot ga. Šima
- Mičio Hino kot g. Ikava
- Keidži Furujama kot g. Macui
- Tappie Šimokavaas g. Nomoto
- Kunie Tanaka kot Hacutaro Kavaguči
- Džicuko Jošimura kot Jošie Kavaguči
- Hisaši Igava kot Masuo Masuda
- Hideko Okijama kot Tacu Masuda
- Hiropi Akutagava kot Hei
- Kamatari Fudživara kot samomorilni starec